# Jimmy Benyon
James Samuel Benyon, conocido como Jimmy Benyon, fue un deportista británico que compitió en ciclismo en la modalidad de pista. Ganó tres medallas en el Campeonato Mundial de Ciclismo en Pista entre los años 1903 y 1905.

## Medallero internacional
| Campeonato Mundial | Campeonato Mundial     | Campeonato Mundial | Campeonato Mundial       |
| Año                | Lugar                  | Medalla            | Competición              |
| ------------------ | ---------------------- | ------------------ | ------------------------ |
| 1903               | Copenhague (Dinamarca) | Medalla de plata   | Velocidad individual (A) |
| 1904               | Londres (Reino Unido)  | Medalla de bronce  | Velocidad individual (A) |
| 1905               | Amberes (Bélgica)      | Medalla de oro     | Velocidad individual (A) |